# Geomyza denigrata
Geomyza denigrata is een vliegensoort uit de familie van de  grasvliegen (Opomyzidae). De wetenschappelijke naam van de soort is voor het eerst geldig gepubliceerd in 1928 door Czerny.